# FromSoftware
FromSoftware, Inc. és una empresa japonesa de desenvolupament i publicació de videojocs. Fundada a Tòquio per Naotoshi Zin el novembre de 1986, l'empresa va desenvolupar programari empresarial abans de llançar el seu primer videojoc, King's Field, per a PlayStation el 1994. El seu èxit va traslladar FromSoftware a centrar-se completament en els videojocs, amb la producció de dos jocs més de King's Field abans de crear la sèrie de combat mecha Armored Core (1997), una de les seves franquícies insígnies.
A la dècada de 2000, la línia de FromSoftware també incloïa laessagues Echo Night, Shadow Tower, Lost Kingdoms, Otogi i Another Century's Episode. La companyia aconseguiria un gran èxit a la dècada de 2010, estimulada per Demon's Souls (2009) i Dark Souls (2011), aquesta última sent la primera entrada d'una trilogia l'èxit de la qual va portar a la creació d'un subgènere de jocs de rol d'acció conegut com soulslike. Aquests inclouen Bloodborne (2015), Sekiro: Shadows Die Twice (2019) i Elden Ring (2022), que han guanyat diversos premis i sovint són citats com un dels millors videojocs de tots els temps.
Hidetaka Miyazaki, creador de la sèrie Dark Souls, ha exercit com a director i president representant de FromSoftware des del 2014, amb Zin com a assessor. Malgrat el seu paper executiu, Miyazaki continua dirigint la majoria dels jocs de la companyia. La companyia és propietat principalment de Kadokawa Corporation, amb participacions minoritàries de la filial de Tencent i Sony Interactive Entertainment. FromSoftware normalment s'autopublica al Japó i s'associa amb empreses més grans per publicar a nivell internacional, com ara Agetec, Sony i Bandai Namco Entertainment.

## Videojocs
| Any  | Títol                                            | Plataforma                                                       | Distribuidor internacional             |
| ---- | ------------------------------------------------ | ---------------------------------------------------------------- | -------------------------------------- |
| 1994 | King's Field                                     | PlayStation                                                      | N/A                                    |
| 1995 | King's Field II                                  | PlayStation                                                      | [[NA\|ASCII Entertainment]] EU         |
| 1996 | King's Field III                                 | PlayStation                                                      | ASCII Entertainment                    |
| 1997 | Armored Core                                     | PlayStation                                                      | Sony Computer Entertainment            |
| 1997 | Armored Core: Project Phantasma                  | PlayStation                                                      | ASCII Entertainment                    |
| 1998 | Shadow Tower                                     | PlayStation                                                      | Agetec                                 |
| 1998 | Echo Night                                       | PlayStation                                                      | Agetec                                 |
| 1999 | Armored Core: Master of Arena                    | PlayStation                                                      | Agetec                                 |
| 1999 | Spriggan: Lunar Verse                            | PlayStation                                                      | N/A                                    |
| 1999 | Frame Gride                                      | Dreamcast                                                        | N/A                                    |
| 1999 | Echo Night 2: The Lord of Nightmares             | PlayStation                                                      | N/A                                    |
| 2000 | Eternal Ring                                     | PlayStation 2                                                    | Agetec EU                              |
| 2000 | Evergrace                                        | PlayStation 2                                                    | Agetec EU                              |
| 2000 | Armored Core 2                                   | PlayStation 2                                                    | Agetec EU                              |
| 2000 | The Adventures of Cookie & Cream                 | PlayStation 2                                                    | Agetec EU                              |
| 2001 | Armored Core 2: Another Age                      | PlayStation 2                                                    | Agetec EU                              |
| 2001 | Forever Kingdom                                  | PlayStation 2                                                    | Agetec                                 |
| 2001 | King's Field IV                                  | PlayStation 2                                                    | Agetec EU                              |
| 2002 | Armored Core 3                                   | PlayStation 2, PlayStation Portable                              | Agetec EU                              |
| 2002 | Lost Kingdoms                                    | GameCube                                                         | Activision                             |
| 2002 | Murakumo: Renegade Mech Pursuit                  | Xbox                                                             | Ubisoft                                |
| 2002 | Otogi: Myth of Demons                            | Xbox                                                             | Sega                                   |
| 2003 | Silent Line: Armored Core                        | PlayStation 2, PlayStation Portable                              | Agetec                                 |
| 2003 | Thousand Land                                    | Xbox                                                             | N/A                                    |
| 2003 | Lost Kingdoms II                                 | GameCube                                                         | Activision                             |
| 2003 | Shadow Tower Abyss                               | PlayStation 2                                                    | N/A                                    |
| 2003 | Otogi 2: Immortal Warriors                       | Xbox                                                             | Sega                                   |
| 2004 | Echo Night: Beyond                               | PlayStation 2                                                    | Agetec EU                              |
| 2004 | Armored Core: Nexus                              | PlayStation 2                                                    | Agetec                                 |
| 2004 | Kuon                                             | PlayStation 2                                                    | Agetec EU                              |
| 2004 | Armored Core: Nine Breaker                       | PlayStation 2                                                    | Agetec EU                              |
| 2004 | Armored Core: Formula Front                      | PlayStation Portable, PlayStation 2                              | Agetec EU                              |
| 2004 | Metal Wolf Chaos                                 | Xbox, PlayStation 4, Windows, and Xbox One                       | Devolver Digital                       |
| 2005 | Yoshitsune Eiyūden                               | PlayStation 2                                                    | N/A                                    |
| 2005 | Another Century's Episode                        | PlayStation 2                                                    | Banpresto                              |
| 2005 | Armored Core: Last Raven                         | PlayStation 2, PlayStation Portable                              | Agetec EU                              |
| 2006 | Enchanted Arms                                   | Xbox 360, PlayStation 3                                          | Ubisoft                                |
| 2006 | Another Century's Episode 2                      | PlayStation 2                                                    | Banpresto                              |
| 2006 | Chromehounds                                     | Xbox 360                                                         | Sega                                   |
| 2006 | King's Field: Additional I                       | PlayStation Portable                                             | N/A                                    |
| 2006 | King's Field: Additional II                      | PlayStation Portable                                             | N/A                                    |
| 2006 | Armored Core 4                                   | PlayStation 3, Xbox 360                                          | Sega EU                                |
| 2007 | Nanpure VOW                                      | Nintendo DS                                                      | N/A                                    |
| 2007 | Iraroji VOW                                      | Nintendo DS                                                      | N/A                                    |
| 2007 | Another Century's Episode 3: The Final           | PlayStation 2                                                    | Banpresto                              |
| 2008 | Armored Core: For Answer                         | PlayStation 3, Xbox 360                                          | Ubisoft                                |
| 2008 | Shadow Assault: Tenchu                           | Xbox 360                                                         | N/A                                    |
| 2009 | Inugamike no Ichizoku                            | Nintendo DS                                                      | N/A                                    |
| 2009 | Ninja Blade                                      | Xbox 360, Windows                                                | Microsoft Game Studios                 |
| 2009 | Demon's Souls                                    | PlayStation 3                                                    | [[JP\|Sony Computer Entertainment]] NA |
| 2009 | Yatsu Hakamura                                   | Nintendo DS                                                      | N/A                                    |
| 2010 | Another Century's Episode: R                     | PlayStation 3                                                    | Banpresto                              |
| 2010 | Monster Hunter Diary: Poka Poka Airou Village    | PlayStation Portable                                             | Capcom                                 |
| 2011 | Another Century's Episode Portable               | PlayStation Portable                                             | Namco Bandai Games                     |
| 2011 | Dark Souls                                       | PlayStation 3, Xbox 360, Windows                                 | Namco Bandai Games                     |
| 2012 | Armored Core V                                   | PlayStation 3, Xbox 360                                          | Namco Bandai Games                     |
| 2012 | Mobile Suit Gundam Unicorn                       | PlayStation 3                                                    | Namco Bandai Games                     |
| 2012 | Steel Battalion: Heavy Armor                     | Xbox 360                                                         | Capcom                                 |
| 2013 | Armored Core: Verdict Day                        | PlayStation 3, Xbox 360                                          | Namco Bandai Games                     |
| 2014 | Dark Souls II                                    | PlayStation 3, Xbox 360, Windows                                 | Bandai Namco Games                     |
| 2015 | Dark Souls II: Scholar of the First Sin          | PlayStation 4, Windows, Xbox One                                 | Bandai Namco Games                     |
| 2015 | Bloodborne                                       | PlayStation 4                                                    | Sony Computer Entertainment            |
| 2015 | Monster Hunter Diary: Poka Poka Airou Village DX | Nintendo 3DS                                                     | Capcom                                 |
| 2016 | Dark Souls III                                   | PlayStation 4, Xbox One, Windows                                 | Bandai Namco Entertainment             |
| 2018 | Dark Souls: Remastered                           | PlayStation 4, Windows, Xbox One, Nintendo Switch                | Bandai Namco Entertainment             |
| 2018 | Déraciné                                         | PlayStation 4 (PlayStation VR)                                   | Sony Interactive Entertainment         |
| 2019 | Sekiro: Shadows Die Twice                        | PlayStation 4, Windows, Xbox One, Stadia                         | Activision                             |
| 2022 | Elden Ring                                       | PlayStation 4, PlayStation 5, Windows, Xbox One, Xbox Series X/S | Bandai Namco Entertainment             |
| 2023 | Armored Core VI: Fires of Rubicon                | PlayStation 4, PlayStation 5, Windows, Xbox One, Xbox Series X/S | Bandai Namco Entertainment             |